# Минданаоский морщинистый калао
Минданаоский морщинистый калао (лат. Rhabdotorrhinus leucocephalus) — вид птиц из семейства птиц-носорогов. До 2013 года включался в род Aceros.
Эндемик Филиппин, встречается на острове Минданао и близлежащих островах Динагат, Букас-Гранде и Сиаргао. Вид мало известен, но большинство наблюдений было на высотах от 300 до 1000 м над уровнем моря в первичных низменных лесах.
Информация о размножении вида известна только для птиц, находившихся в неволе. Самка откладывает яйца в марте, замуровывая себя в дупле вместе с кладкой. Как и у других видов семейства, её кормит самец через небольшое отверстие, оставленное в дупле. Через 92 дня она выбирается из дупла вместе с птенцом.
МСОП присвоил таксону охранный статус «Виды, близкие к уязвимому положению» (NT). Минданаоский морщинистый калао находится под угрозой из-за вырубки лесов для сельского хозяйства и лесозаготовок, особенно учитывая его тесную связь с первичными лесами. Его численность также уменьшается из-за охоты и отлова для торговли.